# Krottenspitze
Die Krottenspitze ist ein 2551 m hoher Berggipfel in den Allgäuer Alpen. Er ist einer der wenigen von Oberstdorf aus sichtbaren Felsgipfel des Hauptkamms.

## Lage und Umgebung
Mit der Öfnerspitze ist die Krottenspitze durch einen flachen Sattel verbunden. Vom Gipfel zieht nach Westnordwesten der gezackte Krottenspitzengrat. Der markanteste Turm in diesem Grat heißt Krummer Turm. Der steile Nordgrat bildet die Fortsetzung des Hauptkamms gegen das Kreuzeck. Nordwestlich unterhalb der Krottenspitze und des Krottenspitzengrates liegt das Kar des Märzle. Durch dieses führt der Weg von der Kemptner Hütte zum Prinz-Luitpold-Haus. Wegen seiner nordseitig exponierten Lage ist dieses Kar oft bis in den Hochsommer mit Altschneeresten gefüllt.

## Erstbesteigung
Die erste Besteigung der Krottenspitze fand vermutlich bei Vermessungsarbeiten im Jahr 1854 statt. Im gleichen Jahr stieg Dr. Gümbel ebenfalls auf die Krottenspitze.

## Besteigung
Auf die Krottenspitze führt kein markierter Weg. Der leichteste Anstieg führt über den Normalweg auf die Öfnerspitze (I. Schwierigkeitsgrad) und über ihre Nordwestflanke hinab in den Sattel (I). Von dort weiterhin in leichter Kletterei (I) auf den Gipfel. Damit sind Trittsicherheit, Schwindelfreiheit und Klettervermögen nötig.
Mit 28 Seillängen ist die Überschreitung des Krottenspitzgrates vom Fürschießersattel (2207 m) aus die längste Klettertour in den Allgäuer Alpen. Die Schwierigkeiten am West-Nordwestgrat sind mit IV- angegeben.

## Bilder

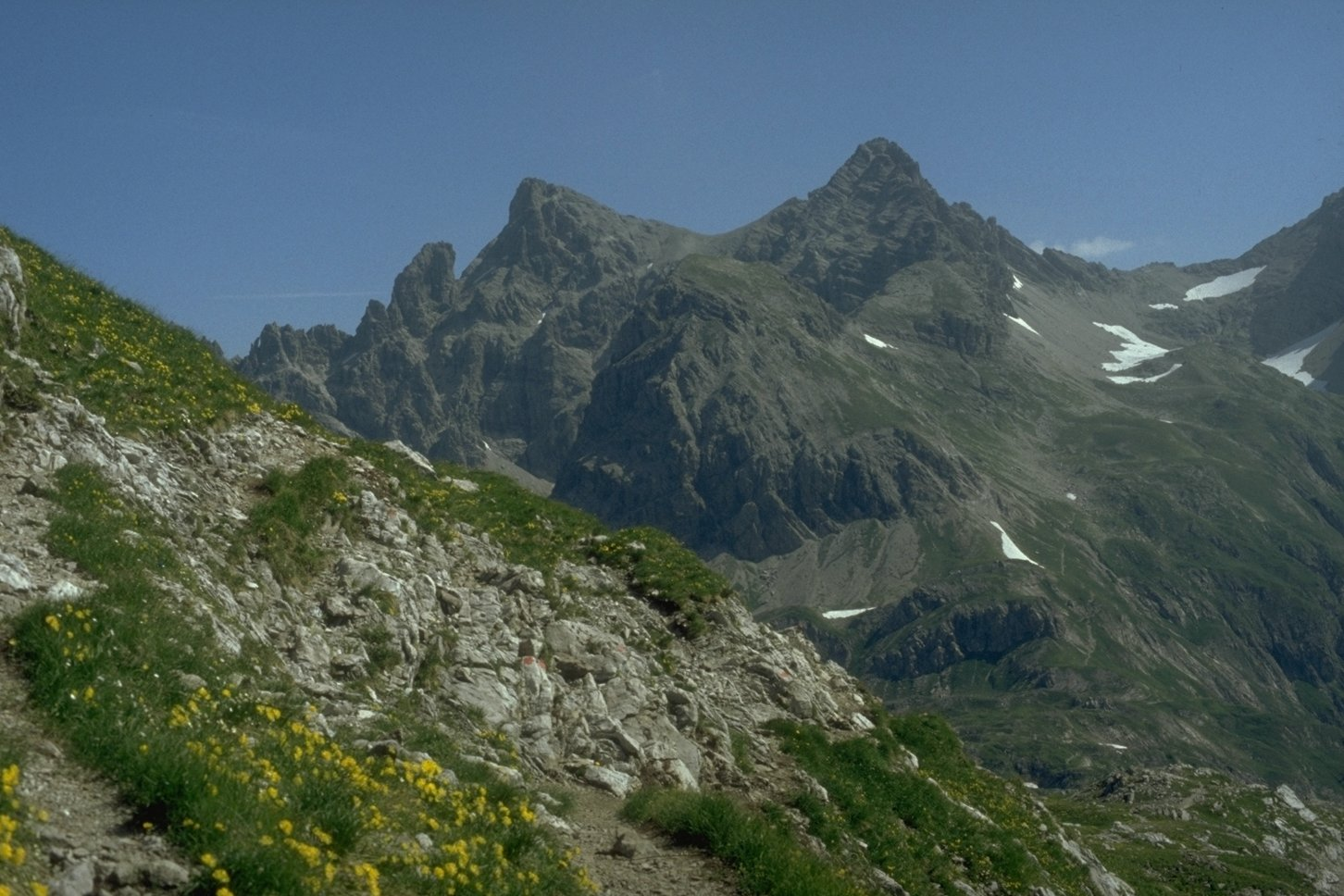
Krottenspitze (links) und Öfnerspitze (rechts) von der Ostflanke des Kratzers
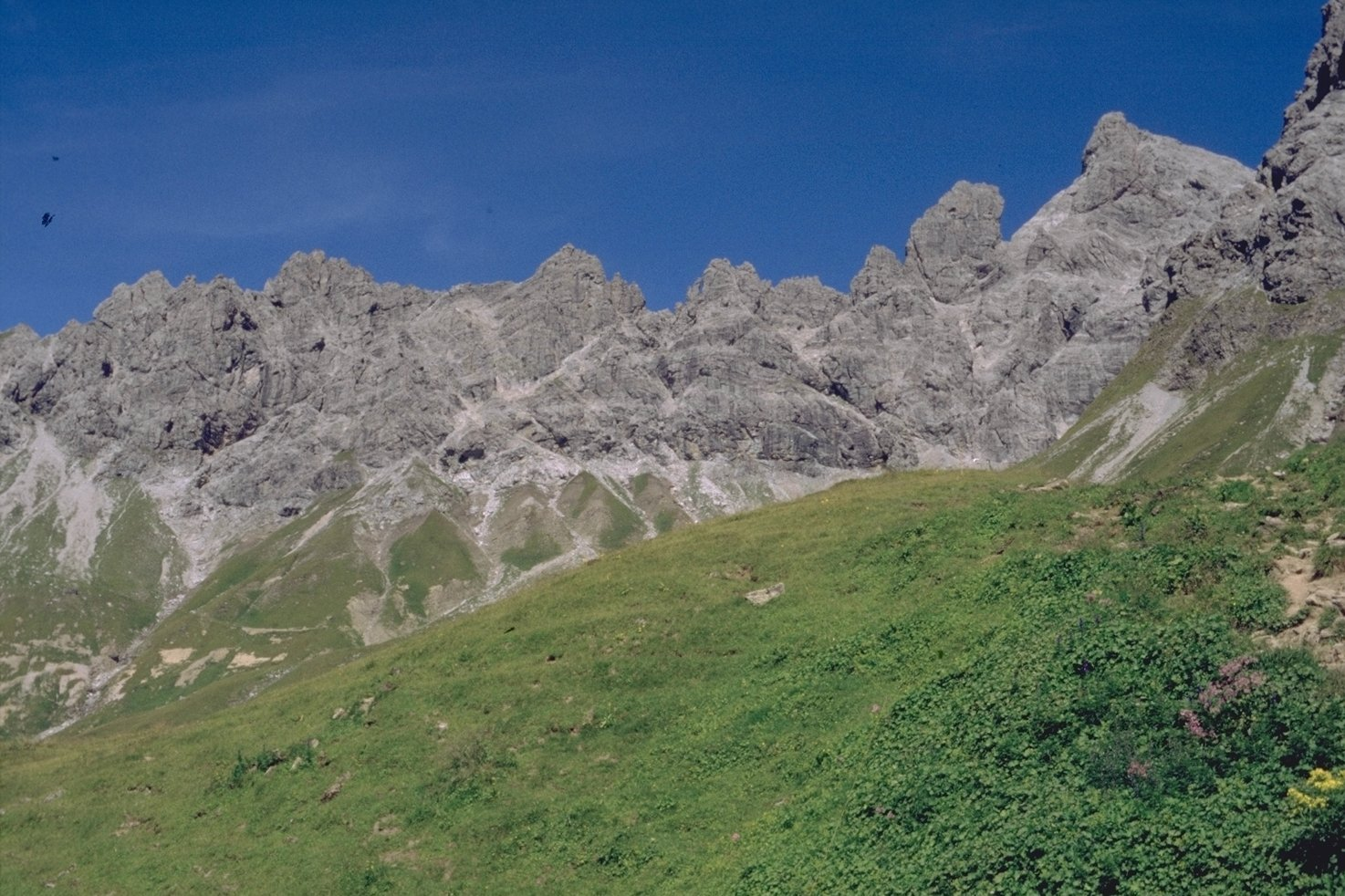
Krottenspitze und Krottenspitzengrat vom Weg unterhalb des Mädelejoch